# اليوم العالمي للإحصاء
اليوم العالمي للإحصاء (بالإنجليزية: World Statistics Day)‏ هو يوم تقيمه الأمم المتحدة سنويا بتاريخ 20 أكتوبر.